# Marokkói sáska
A marokkói sáska (Dociostaurus maroccanus) a sáskafélék családjába tartozó, Eurázsiában és Észak-Afrikában honos sáskafaj.

## Megjelenése
A marokkói sáska testhossza a hím esetében 16–30 mm, a nőstény 23–37 mm. Viszonylag nagy, erőteljes alkatú faj. Alapszíne szalma- vagy okkersárga (és sohasem zöld) sok barna folttal. A torpajzs élei erősen befelé törnek és sötét alapon fehéres vonalak hangsúlyozzák őket, összességében X alakot formázva. A combon három sötét sáv látható. A hátsó lábszár sárga vagy vöröses-sárgás, a térd fekete. A szárnyak jól fejlettek, jóval túlérnek a térden. 
Éneke egy-egy nagyon rövid, éles ciripelés (syllabus), melyek között rövid, fél- egy másodperces szüneteket tart.

### Hasonló fajok
A szalagos sáska és a rövidnyakú sáska hasonlít hozzá.

## Elterjedése
Dél-Európában, Észak-Afrikában (beleértve a Kanári-szigeteket) és Nyugat-, valamint Közép-Ázsiában honos. Magyarországon viszonylag ritka, pl. a Kiskunságban és a Mezőföldön vannak állományai. 

## Életmódja
Száraz, meleg, ritkás növényzetű homoki gyepek, sziklalejtők, szikes puszták lakója. Jól repül. Növényevő.     
Kifejlett egyedeivel júniustól szeptemberig találkozhatunk. A nőstény a talajba rakja le petéit. Egy petetokban 20-30 pete található. Az áttelelő petékből kikelő lárvák ötször vedlenek és összesen kb. harminc nap alatt válnak ivaréretté. 
A marokkói sáska azon fajok közé tartozik, amelyik képes a sáskajárásra, néha lárvái ún. "gregaria" imágóvá fejlődnek, amelyek nagy tömegbe összeverődve minden környező növényt lerágnak. A faj Magyarországon 1888-ban jelent meg először, miután az alföldi mocsarak lecsapolásával megnőtt a szikes puszták területe, kedvező életteret kínálva számára. A 20. század első felében több alkalommal is volt sáskajárás, elpusztítva a szántóföldi kultúrákat. Kártételei legfontosabb színhelyéről, a Hortobágyi Nemzeti Parkból az 1970-es évekre teljesen kiirtották. Az utolsó sáskajárásra 1993-ban került sor, Tatárszentgyörgy mellett.    

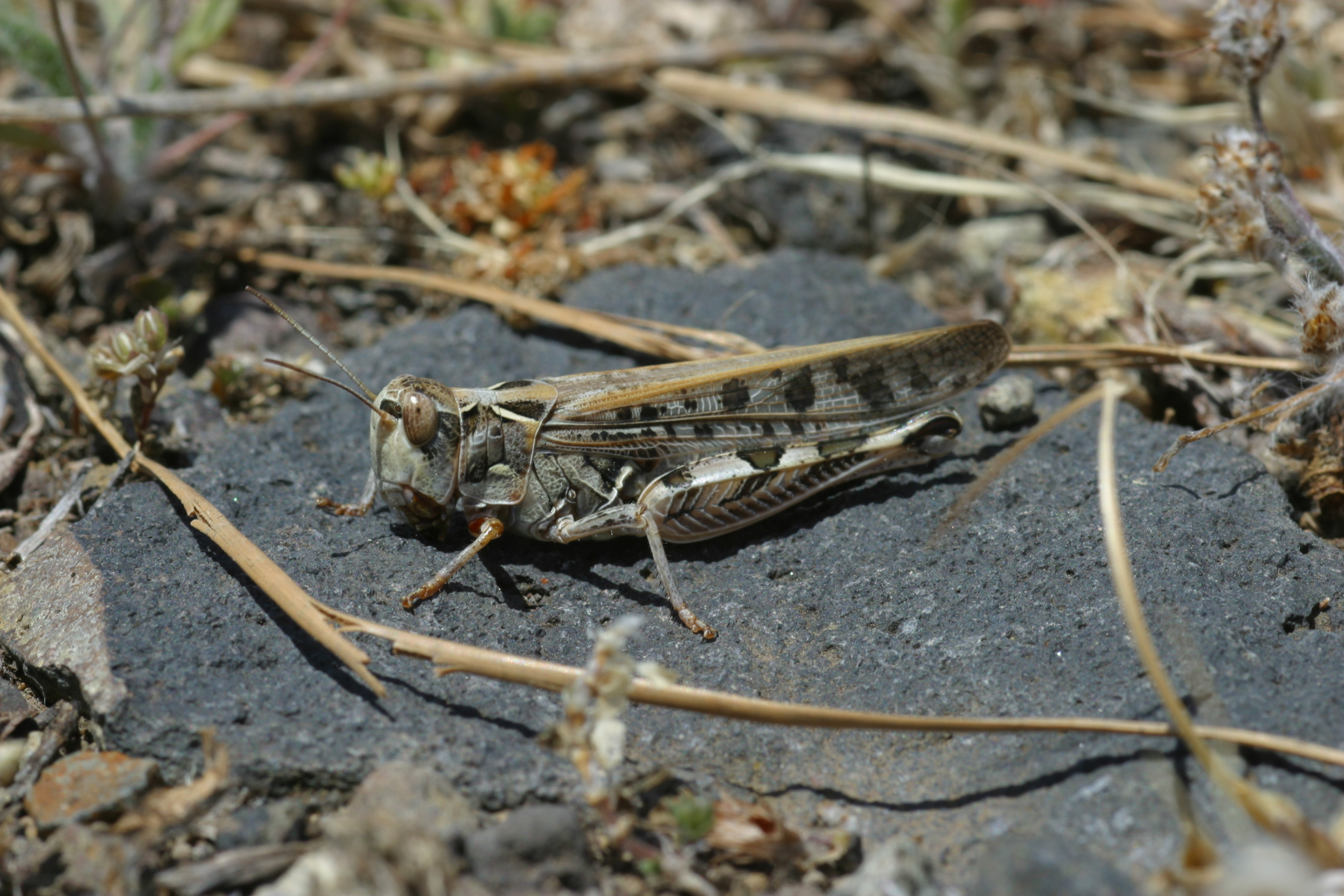
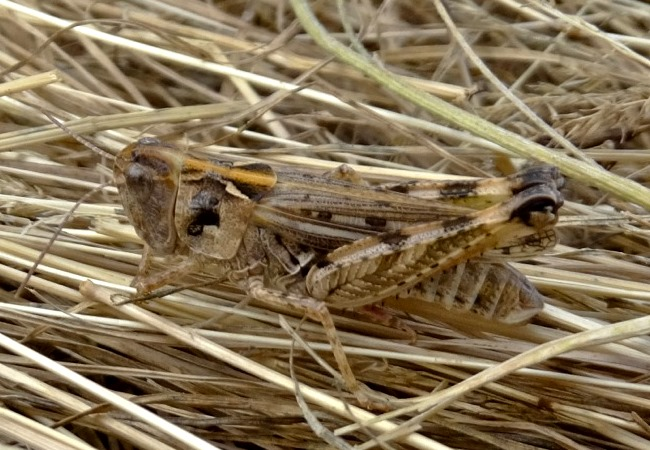
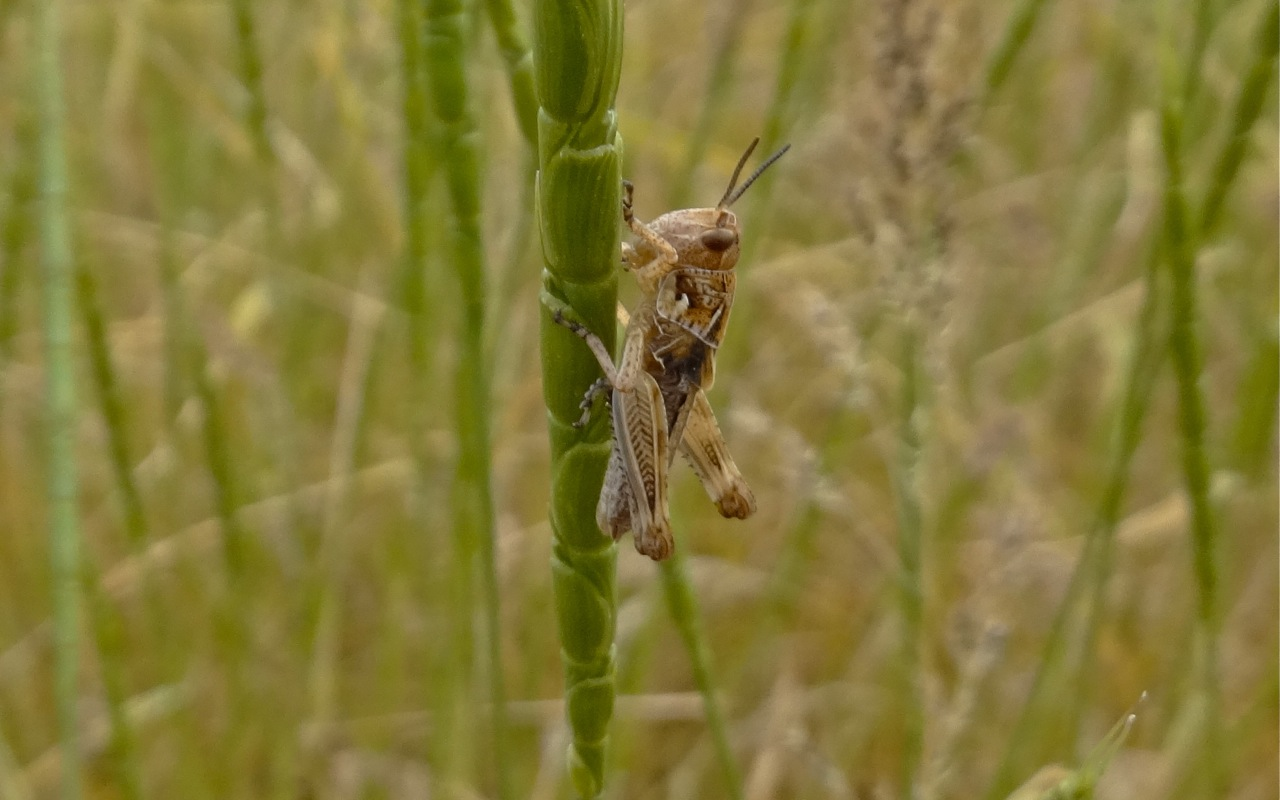
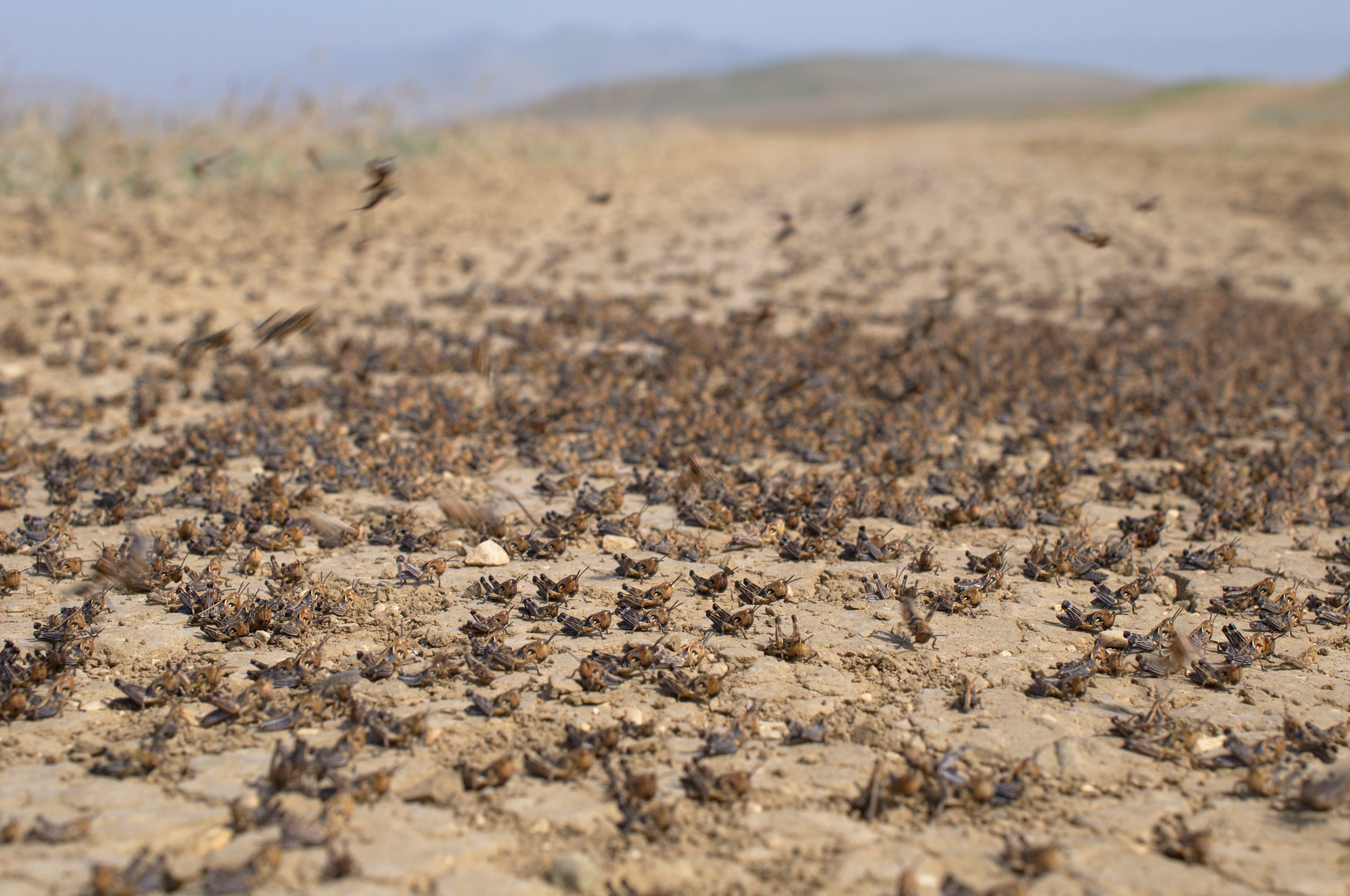

Magyarországon nem védett.